# ARINC

Aeronautical Radio, Incorporated(ARINC, 발음 "Air-ink")는 미국의 U.S Air Caririers 소유의 비영리 단체로 1929년 설립이 되었고, 통신 및 시스템 엔지니어링 솔루션 분야에 선두 제공자이다. 5개 분야(항공, 공항, 국방, 정부, 수송)가 주 업무 영역이다. 최초로 경찰차와 철도차에 컴퓨터 네트워크를 적용하였고, LRU(line-replaceable units)에 대한 표준을 확립했다. 본부는 미국 아나폴리스(Annapolis) 메릴랜드 주(Maryland)에 위치하고 있고, 두 개의 지역본부를 두고 있다. 한 곳은 유럽과 중동 및 아프리카를 관장하여 영국 런던(1999년 설립)에 있으며, 아시아 태평양 지역을 위해 싱가포르(2003년 설립)에 지역본부를 두고 있다. 현재 3800명 종사자와 전 세계 80개 사무소가 있다.
첫 번째 임무는 지상 기지국과 항공기 간의 통신 서비스(ATN, Aeronautical Telecommunication Network)를 제공하는 것이고, 두 번째는 항공전자 표준을 제정하는 것이다. ARINC 표준서는 좀 더 기본 동작 파라미터 이상으로 기술된 것 이외에는 TSO와 유사하다.

## 규격 카테고리
- 400 계열 : 장착, 와이어링, 데이터 버스 등에 대한 지침서
- 500 계열 : 아날로그 항공전자 장비(예를 들어 보잉 727, 맥도넬더글러스 DC-9, 맥도넬더글러스 DC-10, 초기 모델인 보잉 737, 보잉 747, 에어버스 A300 항공기에 사용)
- 600 계열 : ARINC 700 계열에 특정한 장비를 위해 제정
- 700 계열 : 디지털 항공전자 시스템 항공기에 장착한 장비에 적용하고, 여기에는 데이터 링크 프로토콜도 포함
- 800 계열 : 네트워크가 지원되는 장비에 적용하고, 여기에는 고속 데이터 통신에 사용하는 광 파이버(fiber optics)를 포함
- 900 계열 : 통합 모듈 또는 네트워크 구조를 가진 항공전자 시스템

## 규격
- ARINC 429, 데이터 통신 포맷
- ARINC 600, 커넥터
- ARINC 653, 실시간 운영체제와 그 위에서 동작하는 응용 프로그램 간의 인터페이스를 규정
- ARINC 763, Aircraft Network and File Server, ORB

## 같이 보기
- RTCA(Radio Technical Commission for Aeronautics)
- AEEC(Airlines Electronic Engineering Committee)